# Lábaro

De Lábaro

De Lábaro (Latijn: Cantabrian Labarum) is een militaire standaard die de Keltische Cantabri gebruikten in het pre-Romeinse Spanje. Het bestond uit een paars doek met daarop vier gekromde gele lijnen met een bol aan elk uiteinde; in het midden van de vlag staat een gele cirkel.
Etymologisch komt het woord van (p)lab-, dat in een aantal Keltische talen "spreken" betekent. De vlag werd vooral gebruikt om in de strijd boodschappen naar de troepen te sturen.
Het teken op de vlag is een typisch Keltisch symbool: het is een variant op de triskelion en verwijst naar de Zonnegod. Gedurende de Cantabrische Oorlogen (29-19 v.Chr.) namen de Romeinen het zonnesymbolisme over, mogelijk door de opname van Cantabritroepen in het Romeinse leger.
Tegenwoordig wordt de Lábaro gebruikt door een aantal sociale en politieke groepen in Cantabrië, die de huidige vlag van Cantabrië willen vervangen door de Lábaro. In de gemeente Comillas wordt de Lábaro officieel erkend als Cantabrische vlag.